# Adaptare (biologie)

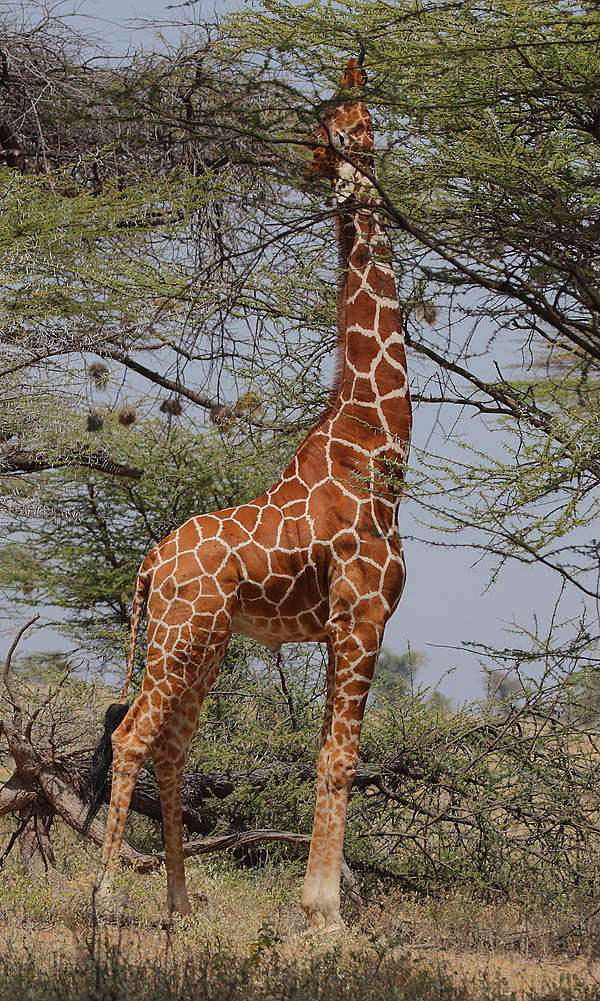
Lungimea gâtului unei girafe constituie o adaptare la vegetația înaltă

În biologia evoluționistă, adaptarea reprezintă capacitatea unui organism de a se modifica în raport cu schimbările intervenite în condițiile sale de viață și prin care acesta devine mai apt de a îndeplini funcțiunile sale.
Schimbarea condițiilor de mediu atrage după sine modificări structurale complexe ale organismului (privind forma și mărimea corpului, diferitele organe, colorația etc.) și modificări funcționale (privind funcțiunile fiziologice principale, comportamentul, temperatura corpului, presiunea osmotică etc.).
Adaptarea este procesul de modificare a organismelor vii în urma căruia rezultă o corelare a structurii morfologice și a funcțiunilor fiziologice ale viețuitoarelor, în raport cu mediul înconjurător.
Fenomenul adaptării este caracteristic tuturor formelor de viață, deoarece evoluția viețuitoarelor se face prin acomodarea lor continuă la noile condiții de mediu.
Problema adaptării este una dintre problemele mult dezbătute ale biologiei moderne, în jurul căreia se desfășoară intense controverse între evoluționism și creaționism.
Astfel, teoriile creaționiste susțin că adaptarea este rezultatul unor mutații  independente de condițiile de mediu și care întâmplător sunt favorabile organismului dat.
Evoluționismul subliniază rolul selecției, care, prin acumularea și accentuarea variațiilor utile transmise ereditar, conduce la apariția de caractere calitativ noi.
În procesul evoluției, caracterele adaptive se schimbă în permanență, pe măsura schimbării relațiilor dintre organism și mediu.
Adaptarea organismelor este larg folosită în practica științifică și de producție, ca de exemplu în aclimatizare, naturalizare, ameliorarea plantelor și animalelor, anabioză etc.
Exemple de adaptare în natură: atrofierea organelor văzului la animalele cavernicole, depigmentarea lor, homocromia, mimetismul etc.